# Lipska Hora
Lipska Hora är ett berg i Tjeckien. Det ligger i den nordvästra delen av landet, 60 km nordväst om huvudstaden Prag. Toppen på Lipska Hora är 689 meter över havet, eller 144 meter över den omgivande terrängen. Bredden vid basen är 2,0 km.
Terrängen runt Lipska Hora är huvudsakligen lite kuperad.Runt Lipska Hora är det ganska glesbefolkat, med 32 invånare per kvadratkilometer. Närmaste större samhälle är Ústí nad Labem, 18,5 km nordost om Lipska Hora. Trakten runt Lipska Hora består till största delen av jordbruksmark.